# Хорвич, Артур
Артур Хорвич (англ. Arthur L. Horwich; род. 1951, Ок-Парк, Иллинойс) — американский учёный, член Национальной академии наук США. Труды в основном посвящены цитологии. Лауреат многих престижных премий.
Получил степени в Брауновском университете. Занимается изучением фолдинга белка.

## Награды
- 2001 — Hans Neurath Award[нем.]
- 2004 — Международная премия Гайрднера[2]
- 2007 — Премия Уайли
- 2008 — Премия Луизы Гросс Хорвиц
- 2008 — Премия Розенстила
- 2011 — Премия Альберта Ласкера за фундаментальные медицинские исследования
- 2011 — Премия Мэссри
- 2012 — Премия Шао
- 2016 — Премия медицинского центра Олбани
- 2017 — Медаль Э. Б. Уилсона
- 2019 — Paul Ehrlich and Ludwig Darmstaedter Prize[англ.]
- 2019 — Премия Пола Янссена за биомедицинское исследование[англ.]
- 2020 — Премия за прорыв в области медицины
- HFSP Nakasone Award[нем.] (2022)
- BBVA Foundation Frontiers of Knowledge Award (2023)